# Olej hydrauliczny mineralny

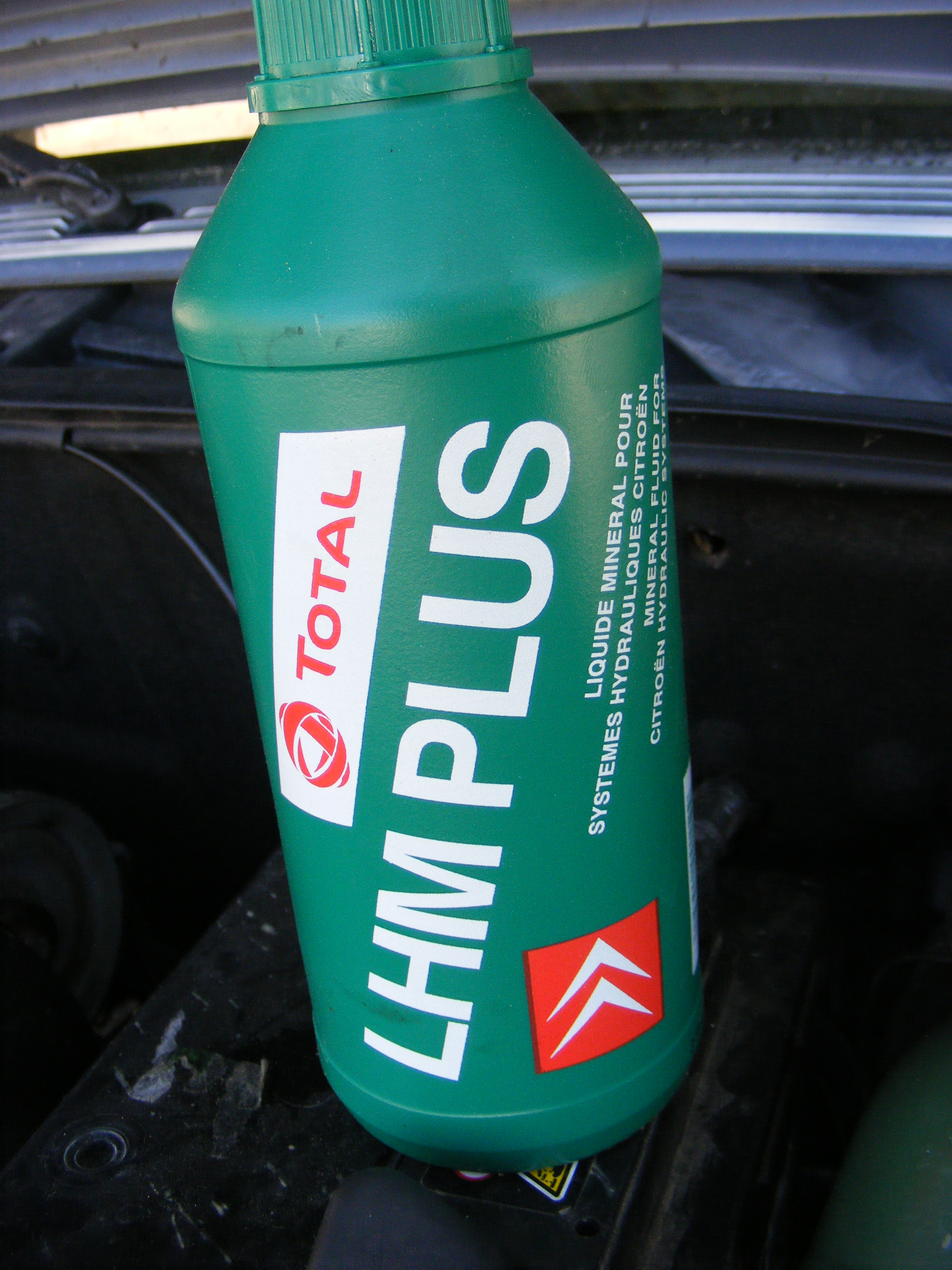
Opakowanie LHM

LHM (LHM+) (z fr. Liquide Hydraulique Mineral), mineralny olej hydrauliczny – rodzaj oleju hydraulicznego stosowanego w układach hydraulicznych aut z zawieszeniem hydropneumatycznym. Zapewnia prawidłowe działanie układów: hamulcowego, wspomagania kierownicy, zawieszenia. Opracowany pierwotnie dla modeli samochodów z zawieszeniem hydropneumatycznym produkowanych przez koncern Citroën. 

## Historia
Pierwsze płyny hydrauliczne produkowane na bazie olejów roślinnych (LHV - Liquide Hydraulique Vegetal). W sprzedaży występowały pod różnymi nazwami. Przykładowo, Castrol HF, Lockheed HD19, Donax D, Energol Hydraulique CF, Pentosin 259 lub Stop SP19. Wadą tych produktów była wysoka higroskopijność. W 1964 roku został opracowany pierwszy syntetyczny olej hydrauliczny (LHS z fr. Liquide Hydraulique Synthetique). Pierwszymi producentami byli: Eugene Kuhlmann we Francji oraz Deutsche Pentosin-Werke GmbH w Niemczech. Produkt ten nie był pozbawiony wad i ciągle występowały pewne problemy z higroskopijnością płynu. W 1966 roku rozpoczęto produkcję nowej formuły płynu, który już nie wchłaniał wilgoci. Płyn miał kolor zielony i był nie kompatybilny z dotychczas produkowanymi uszczelkami przez co produkcja w USA opóźniła się do 1969 roku. Płyn ten otrzymał nazwę roboczą - Liquide Hydraulique Mineral.

## Właściwości
- gęstość w 20 °C - od 0,835 do 0,850 (g/ml)
- lepkość w -40 °C - max. 1200 (mm²/s)
- lepkość 100 °C - min. 6 (mm²/s)
- wskaźnik lepkości (WL) min. 300
- kolor - zielony jasny, fluorescencyjny
- zawartość wody - max. 50 (ppm)
- czas zaniku piany - max. 120 s
- odporność na pienienie, sekwencja I, stabilność piany - max. 100 (ml)
- temperatura zapłonu - min. 110 °C

## Zabiegi konserwacyjne
Producenci zalecają płukanie systemu hydraulicznego samochodu, w którym stosowany jest LHM płynem hydroflush.

## Standardy jakości
| Klasy jakościowe mineralnych olejów hydraulicznych | Klasy jakościowe mineralnych olejów hydraulicznych | Klasy jakościowe mineralnych olejów hydraulicznych                                                                                       | Klasy jakościowe mineralnych olejów hydraulicznych | Klasy jakościowe mineralnych olejów hydraulicznych |
| -------------------------------------------------- | -------------------------------------------------- | --- | --- | -------------------------------------------------- |
| klasy jakościowe                                   | klasy jakościowe                                   | charakterystyka oleju | zastosowanie oleju | zawartość dodatków (%)                             |
| DIN 51524                                          | ISO 6743/4                                         | charakterystyka oleju | zastosowanie oleju | zawartość dodatków (%)                             |
| nie dotyczy                                        | HH                                                 | bez dodatków | do systemów o niewielkim obciążeniu | nie dotyczy                                        |
| HL                                                 | HL                                                 | oleje z inhibitorami utleniania i korozji                                                                                                | do systemów umiarkowanie obciążonych | 0,6 %                                              |
| nie dotyczy                                        | HR                                                 | oleje z inhibitorami utlenienia i korozji oraz modyfikatorami lepkości                                                                   | do umiarkowanie obciążonych systemów pracujących w zmiennych temperaturach otoczenia                                                                                      | około 8 %                                          |
| HLP                                                | HM                                                 | oleje z inhibitorami utlenienia i dodatkami przeciwzużyciowymi,                                                                          | do systemów pracujących przy wysokim ciśnieniu | około 1,2 %                                        |
| HVLP                                               | HV                                                 | o bardzo wysokim wskaźniku lepkośc, oleje z inhibitorami utlenienia i korozji, dodatkami przeciwzużyciowymi oraz modyfikatorami lepkości | do systemów pracujących przy wysokim ciśnieniu w zmiennych temperaturach otoczenia, do stosowania w bardzo niskich temperaturach, w warunkach arktycznych i w chłodniach. | około 8 %                                          |
| HLPD                                               | HLPD                                               | HLP + detergenty i dyspergenty rozpuszczające w objętości oleju większość obcych substancji                                              | wszechstronne | nie dotyczy                                        |

LHM czy LHM+ to olej spełniający standard jakościowy PSA B712710. Olej LHM posiada wskaźnik lepkości na poziomie 300. Podobnymi wymaganiami charakteryzują się płyny do przekładni automatycznych i układów wspomagania kierownic wg specyfikacji GM Dexron III

## Producenci
Producenci płynu: Total, Mobil, Texaco, Delphi, BP, Castrol, Valvoline.

## LHM a LDS
W hydraulicznych układach zawieszeń HYDRActive 3 (HA 3) stosowany jest LDS - syntetyczny płyn koloru pomarańczowego.